# 黎維𬓋
黎維𬓋（越南语：／，1788年—1817年），越南后黎朝皇室后裔，黎显宗曾孙、安定太子黎维祎之孙，昭统帝黎维祁之侄，翊武公黎维祗的长子。1802年阮朝平定北河、统一越南，册封黎维𬓋为延嗣公，掌管黎室陵庙的祭祀。1817年，黎维𬓋因谋反失败，被阮朝诛杀。

## 生平

### 早年经历
黎维𬓋，黎显宗曾孙、黎佑宗黎维祎之孙、翊武公黎维祗的长子，于昭统二年（1788，戊申）出生。昭统三年（1789）正月，升龙城失守后，黎维祗渡江北撤，与保乐州云光总土目宽朝侯农宽朝、廉武侯等人逃回宣光，继续抵抗西山朝。同年十一月，西山军攻破保乐州，擒获黎维祗与农宽朝，将其解送升龙处决。年幼的黎维𬓋则幸免于难，藏匿在太原土官麻世固的家中。

### 受封延嗣公
嘉隆元年（1802），阮世祖阮福映平定北河，统一越南。为了安抚北河的黎后、郑后以及黎朝文武旧臣，阮福映下诏寻求黎室皇族后裔，欲以优待封赏。麻世固向阮朝禀告了黎维𬓋之事，阮福映遂召黎维𬓋至昇龙行在。同年八月，黎维𬓋、郑楈为代表的黎族、郑族，以及黎朝文武旧臣上表劝进，阮福映谦让不许。九月初，阮福映正式册封册封黎维𬓋为延嗣公（越南语：／），其令掌管黎朝宗庙陵墓的祭祀，给祀民1016人、祀田10000亩，并且免除黎后各支兵徭、身稅。黎维𬓋的地位等同上公，入朝不拜。
嘉隆三年（1804）三月，黎维𬓋代表黎族奏请将升龙城内与瑞原县蓝山的黎庙移到清华内镇东山县布卫社合祀。阮福映遂命清华镇臣派人修葺布卫黎庙，以密山、净舍二村之民一百人为庙夫。布卫黎庙全年祀典钱三千缗。嘉隆六年（1807）六月，皇太后阮氏环七旬寿诞，黎维𬓋与郑楈一同前往顺化贺寿。十二月，黎维𬓋请求增给布卫社桥代村四十八人充当庙夫，免除徭役。嘉隆八年（1809）九月，黎维𬓋、黎维𥙔等人前往顺化朝觐，赐钱一百余缗。嘉隆十年（1811）九月，阮朝下令将黎族迁往顺化，各给月俸禄，只有黎维𬓋、黎维达准许留居清化。

### 谋反事败
黎维𬓋成年后，娶北城总镇阮文诚之女为妻，常年居在清华。嘉隆十二年（1813）三月，黎维𬓋因擅杀守阍官之罪，被夺俸一年，并省免行仪。从嘉隆十三年（1814）开始，黎显宗之子黎维启成为与阮朝交涉的主要负责人。黎维𬓋虽然从此郁郁寡欢，但是尤未敢谋逆。嘉隆十五年（1816）四月，阮文诠因写反诗，遭到阮文诚政敌黎文悦的打击。随后阮文诠下狱，阮文诚被夺兵权。据说，阮文诚之子阮文诠也曾致书黎维𬓋，教唆其谋反。阮文诚倒台后，黎维𬓋危机感越来越强烈。此时快州人杜名宏投入黎维𬓋门下，教唆谋反，黎维𬓋开始十分惧怕。杜名宏解释谶语“破田天子出”，宣称“破田”即“申”字，黎维𬓋出生申年，正好与之对应，遂受其蛊惑。杜名宏以其党羽邓廷硕为谋主，推戴黎维𬓋为贞元会主，称之黎皇。黎维𬓋与之歃血盟誓，并派遣邓廷硕前往北城，招集追随者在京北举事。黎维𬓋还蓄养河柳僧人，私自铸造铜玺。
同年十一月，队长阮德、何垣向北城镇臣报告了邓廷硕等人叛乱之事。北城镇臣派兵前去围剿，并且获悉了黎维𬓋是该起事件的主谋，于是密报清华镇臣，逮捕黎維𬓋。清华官员在黎維𬓋家中查获了伪造的文书和铜玺，坐实了谋反之事。嘉隆帝阮福映得知后，对群臣说：“朕待黎氏不薄，维𬓋何为反？”，遂命清华协镇武文允会同北城三曹，审理黎维𬓋谋逆案。最终证据确凿，黎维𬓋被押解顺化。黎族因此惶恐不安，纷纷请求前往顺化待罪，嘉隆帝下诏安抚黎族，使之不必惊惧。

### 去世
嘉隆十六年（1817）五月，黎维𬓋被押解到顺化以后，刑部审理其案件。黎维𬓋供称阮文诠致书教唆其谋反，嘉隆帝下令收捕阮文诚及其诸子，阮文诚在狱中自杀明志。阮文诚死后，嘉隆帝下令凌迟处死黎维𬓋与阮文诠，并将黎维𬓋的罪状布告中外。黎维𬓋死时年约三十岁，其牢冰、湖上的家僮十三人受此牵连悉数被杀，只有黎维𬓋的幼子黎维良在家臣杜仲钏的保护下，藏匿在宁平山音土司郭必功的家中。
黎维𬓋伏诛后，嘉隆帝于同年十二月下令北城择取黎后。嘉隆十七年（1818）二月，授予黎后黎维启为该奇，秩正三品，监守黎祀。

## 家属
父：翊武公黎维祗
子：
- 黎维□
- 黎维良